# Championnats de France de patinage artistique

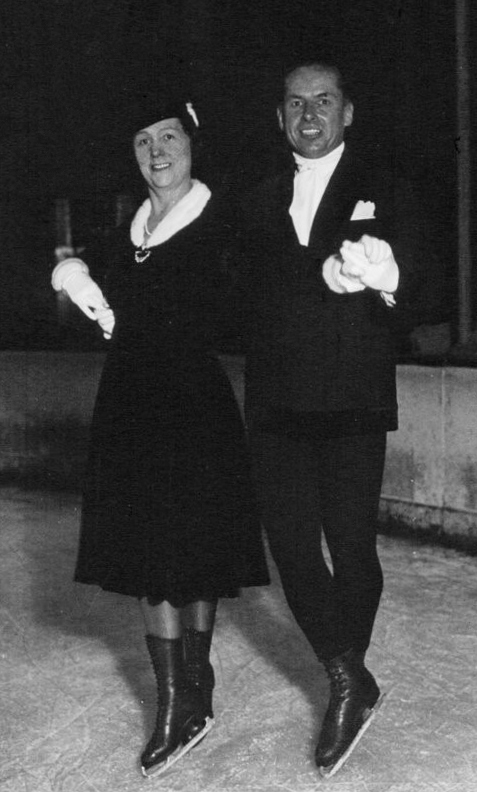
Palais des Sports : championnats de France sur glace : M. et Mme Barbey : [photographie de presse] / Agence Meurisse

Les championnats  de France de patinage artistique sont organisés chaque année.

## Palmarès
| Date                | Lieu                                  | Messieurs              | Dames                    | Couples                                        | Danse                                       |
| 1908                | Chamonix                              | Louis Magnus           |                          |                                                |                                             |
| 1909                | Chamonix & Paris                      | Louis Magnus           | Yvonne Lacroix           |                                                |                                             |
| 1910                | Paris                                 | Louis Magnus           | Anita Nahmias            |                                                |                                             |
| 1911                | Paris                                 | Louis Magnus           | Suzanne Poujade          | Nina Aysaguer et Charles Sabouret              |                                             |
| 1912                | Paris                                 | Lucien Trugard         | Anita Nahmias            | Anita Nahmias et Louis Magnus                  |                                             |
| 1913                | Paris                                 | Francis Pigueron       | Suzanne Poujade          | Suzanne Poujade et Francis Pigueron            |                                             |
| 1914                | Paris                                 | José Carvajal          | Suzanne Poujade          | Suzanne Poujade et Francis Pigueron            |                                             |
| Pas de compétitions |                                       |                        |                          |                                                |                                             |
| 1920                | Paris                                 | Francis Pigueron       |                          |                                                |                                             |
| 1921                | Font-Romeu & Paris                    | Francis Pigueron       | Andrée Joly              | Simone Roussel et Charles Sabouret             |                                             |
| 1922                | Paris                                 | Francis Pigueron       | Andrée Joly              | Yvonne Bourgeois et Francis Pigueron           |                                             |
| 1923                | Paris                                 | Francis Pigueron       | Andrée Joly              | Yvonne Bourgeois et Francis Pigueron           |                                             |
| 1924                | Paris                                 | Pierre Brunet          | Andrée Joly              | Andrée Joly et Pierre Brunet                   |                                             |
| 1925                | Paris                                 | Pierre Brunet          | Andrée Joly              | Andrée Joly et Pierre Brunet                   |                                             |
| 1926                | Paris                                 | Titre non décerné      | Andrée Joly              | Andrée Joly et Pierre Brunet                   |                                             |
| 1927                | Paris                                 | Pierre Brunet          | Andrée Joly              | Andrée Joly et Pierre Brunet                   |                                             |
| 1928                | Paris                                 | Pierre Brunet          | Andrée Joly              | Andrée Joly et Pierre Brunet                   |                                             |
| 1929                | Chamonix                              | Pierre Brunet          | Andrée Joly              | Andrée Joly et Pierre Brunet                   |                                             |
| 1930                | Mont-Revard                           | Pierre Brunet          | Andrée Joly              | Andrée Joly et Pierre Brunet                   |                                             |
| 1931                | Font-romeu                            | Pierre Brunet          | Gaby Barbey              | Andrée Joly et Pierre Brunet                   |                                             |
| 1932                | Paris                                 | Jean Henrion           | Gaby Barbey              | Andrée Joly et Pierre Brunet                   |                                             |
| 1933                | Paris                                 | Jean Henrion           | Gaby Barbey              | Andrée Joly et Pierre Brunet                   |                                             |
| 1934                | Chamonix & Paris                      | Jean Henrion           | Gaby Barbey              | Elvira Barbey et Louis Barbey                  |                                             |
| 1935                | Paris                                 | Jean Henrion           | Gaby Barbey              | Andrée Joly et Pierre Brunet                   |                                             |
| 1936                | Paris                                 | Jean Henrion           | Gaby Barbey              | Elvira Barbey et Louis Barbey                  |                                             |
| 1937                | Paris                                 | Jean Henrion           | Jacqueline Vaudecrane    | Suzy Boulesteix et Jean Henrion                |                                             |
| 1938                | Paris                                 | Jean Henrion           | Jacqueline Vaudecrane    | Suzy Boulesteix et Jean Henrion                |                                             |
| 1939                | Paris                                 | Jean Henrion           | Jacqueline Vaudecrane    | Soumi Sakomoto et Guy Pigier                   |                                             |
| Pas de compétitions |                                       |                        |                          |                                                |                                             |
| 1942                | Paris                                 | Jacques Favart         | Denise Fayolle           | Denise Fayolle et Guy Pigier                   |                                             |
| Pas de compétitions |                                       |                        |                          |                                                |                                             |
| 1946                | Paris                                 | Paul Gaudin            | Denise Fayolle           | Denise Gaudin et Jacques Favart                |                                             |
| 1947                | Paris                                 | Guy Pigier             | Jacqueline du Bief       | Denise Gaudin et Jacques Favart                |                                             |
| 1948                | Paris                                 | Guy Pigier             | Jacqueline du Bief       | Denise Gaudin et Jacques Favart                | Jacqueline Meudec et Henri Meudec           |
| 1949                | Paris                                 | Tony Font              | Jacqueline du Bief       | Denise Gaudin et Jacques Favart                | Titre non décerné                           |
| 1950                | Paris                                 | Tony Font              | Jacqueline du Bief       | Jacqueline du Bief et Tony Font                | Titre non décerné                           |
| 1951                | Paris                                 | Alain Giletti          | Jacqueline du Bief       | Jacqueline du Bief et Tony Font                | Titre non décerné                           |
| 1952                | Paris                                 | Alain Giletti          | Jacqueline du Bief       | Titre non décerné                              | Titre non décerné                           |
| 1953                | Paris                                 | Alain Giletti          | Liliane Caffin-Madaule   | Nadine Damien et Jean Vivès                    | Claude-Gisèle Weinstein et Claude Lambert   |
| 1954                | Paris                                 | Alain Giletti          | Maryvonne Huet           | Colette Tarozzi et Jean Vivès                  | Fanny Besson et Jean-Paul Guhel             |
| 1955                | Lyon                                  | Alain Giletti          | Maryvonne Huet           | Titre non décerné                              | Fanny Besson et Jean-Paul Guhel             |
| 1956                | Boulogne-Bill. & Paris                | Alain Giletti          | Michèle Allard           | Michèle Allard et Alain Giletti                | Fanny Besson et Jean-Paul Guhel             |
| 1957                | Boulogne-Billancourt                  | Alain Giletti          | Maryvonne Huet           | Colette Tarozzi et Jean Vivès                  | Fanny Besson et Jean-Paul Guhel             |
| 1958                | Boulogne-Billancourt                  | Alain Calmat           | Dany Rigoulot            | Anny Hirsch et Jean Vivès                      | Christiane Elien et Jean-Paul Guhel         |
| 1959                | Boulogne-Billancourt                  | Alain Giletti          | Dany Rigoulot            | Anny Hirsch et Jean Vivès                      | Christiane Elien et Jean-Paul Guhel         |
| 1960                | Boulogne-Billancourt                  | Alain Giletti          | Nicole Hassler           | Micheline Joubert et Philippe Pélissier        | Christiane Elien et Jean-Paul Guhel         |
| 1961                | Boulogne-Billancourt                  | Alain Giletti          | Dany Rigoulot            | Micheline Joubert et Philippe Pélissier        | Christiane Elien et Jean-Paul Guhel         |
| 1962                | Boulogne-Billancourt                  | Alain Calmat           | Nicole Hassler           | Micheline Joubert et Philippe Pélissier        | Christiane Elien et Jean-Paul Guhel         |
| 1963                | Boulogne-Billancourt                  | Alain Calmat           | Nicole Hassler           | Titre non décerné                              | Armelle Flichy et Pierre Brun               |
| 1964                | Boulogne-Billancourt                  | Alain Calmat           | Nicole Hassler           | Micheline Joubert et Alain Trouillet           | Ghislaine Bertrand-Houdas et Pierre Brun    |
| 1965                | Boulogne-Billancourt                  | Alain Calmat           | Nicole Hassler           | Noëlle Santerne et Yvan Le Théry               | Brigitte Martin et Francis Gamichon         |
| 1966                | Boulogne-Billancourt                  | Patrick Péra           | Nicole Hassler           | Noëlle Santerne et Yvan Le Théry               | Brigitte Martin et Francis Gamichon         |
| 1967                | Boulogne-Billancourt                  | Patrick Péra           | Sylvaine Duban           | Fabienne Etlensperger et Jean-Roland Racle     | Brigitte Martin et Francis Gamichon         |
| 1968                | Lyon                                  | Patrick Péra           | Sylvaine Duban           | Fabienne Etlensperger et Jean-Roland Racle     | Claude Cousté et Jean-Pierre Noullet        |
| 1969                | Boulogne-Billancourt                  | Patrick Péra           | Joëlle Cartaux           | Mona Szabo et Pierre Szabo                     | Eliane Vachon-France et Jean-Pierre Noullet |
| 1970                | Boulogne-Bill. & Lyon                 | Patrick Péra           | Joëlle Cartaux           | Mona Szabo et Pierre Szabo                     | Elisabeth Bugiel et Michel Bouttier         |
| 1971                | Megève & Boulogne-Bill                | Patrick Péra           | Joëlle Cartaux           | Florence Cahn et Jean-Roland Racle             | Anne-Claude Wolfers et Roland Mars          |
| 1972                | Chamonix & Reims                      | Patrick Péra           | Marie-Claude Bierre      | Florence Cahn et Jean-Roland Racle             | Anne-Claude Wolfers et Roland Mars          |
| 1973                | Strasbourg & Asnières                 | Jacques Mrozek         | Marie-Claude Bierre      | Florence Cahn et Jean-Roland Racle             | Anne-Claude Wolfers et Roland Mars          |
| 1974                | Boulogne-Billancourt & Viry-Châtillon | Didier Gailhaguet      | Marie-Claude Bierre      | Florence Cahn et Jean-Roland Racle             | Muriel Boucher et Yves Malatier             |
| 1975                | Reims & Toulon                        | Didier Gailhaguet      | Marie-Claude Bierre      | Pascale Kovelmann et Jean-Roland Racle         | Marie-Joëlle Michel et Frédéric Garcin      |
| 1976                | Asnières & Rouen                      | Jean-Christophe Simond | Marie-Claude Bierre      | Caroline Verchère et Jean-Pierre Rondel        | Marie-Joëlle Michel et Frédéric Garcin      |
| 1977                | Amiens & Tours                        | Jean-Christophe Simond | Marie-Claude Bierre      | Sabine Fuchs et Xavier Videau                  | Muriel Boucher et Yves Malatier             |
| 1978                | Belfort                               | Gilles Beyer           | Anne-Sophie de Kristoffy | Sabine Fuchs et Xavier Videau                  | Muriel Boucher et Yves Malatier             |
| 1979                | Tours & Belfort                       | Jean-Christophe Simond | Anne-Sophie de Kristoffy | Sabine Fuchs et Xavier Videau                  | Martine Olivier et Yves Tarayre             |
| 1980                | Reims & Dijon                         | Jean-Christophe Simond | Anne-Sophie de Kristoffy | Hélène Glabèke et Xavier Videau                | Nathalie Hervé et Pierre Béchu              |
| 1981                | Anglet & Toulon                       | Jean-Christophe Simond | Cécile Antonelli         | Nathalie Tortel et Xavier Videau               | Nathalie Hervé et Pierre Béchu              |
| 1982                | Asnières & Arcachon                   | Jean-Christophe Simond | Béatrice Farinacci       | Nathalie Tortel et Xavier Videau               | Nathalie Hervé et Pierre Béchu              |
| 1983                | Bordeaux & Epinal                     | Jean-Christophe Simond | Agnès Gosselin           | Nathalie Tortel et Xavier Douillard            | Nathalie Hervé et Pierre Béchu              |
| 1984                | Megève & Toulouse                     | Jean-Christophe Simond | Agnès Gosselin           | Sylvie Vaquero et Didier Manaud                | Nathalie Hervé et Pierre Béchu              |
| 1985                | Belfort & Angers                      | Fernand Fédronic       | Agnès Gosselin           | Sylvie Vaquero et Didier Manaud                | Sophie Merigot et Philippe Berthe           |
| 1986                | Franconville & Lyon                   | Laurent Depouilly      | Agnès Gosselin           | Sylvie Vaquero et Didier Manaud                | Isabelle Duchesnay et Paul Duchesnay        |
| 1987                | Epinal & Dijon                        | Philippe Roncoli       | Agnès Gosselin           | Charline Mauger et Benoît Vandenberghe         | Isabelle Duchesnay et Paul Duchesnay        |
| 1988                | Grenoble & Lyon                       | Frédéric Lipka         | Agnès Gosselin           | Valérie Binsse et Jean-Christophe Mbonyinshuti | Corinne Paliard et Didier Courtois          |
| 1989                | Caen & Limoges                        | Axel Médéric           | Surya Bonaly             | Surya Bonaly et Benoît Vandenberghe            | Dominique Yvon et Frédéric Palluel          |
| 1990                | Annecy & Bordeaux                     | Éric Millot            | Surya Bonaly             | Titre non décerné                              | Isabelle Duchesnay et Paul Duchesnay        |
| 1991                | Reims & Dijon                         | Éric Millot            | Surya Bonaly             | Titre non décerné                              | Isabelle Duchesnay et Paul Duchesnay        |
| 1992                | Colombes & Bordeaux                   | Éric Millot            | Surya Bonaly             | Line Haddad et Sylvain Privé                   | Dominique Yvon et Frédéric Palluel          |
| 1993                | Grenoble & La Roche-sur-Yon           | Éric Millot            | Surya Bonaly             | Marie-Pierre Leray et Frédéric Lipka           | Sophie Moniotte et Pascal Lavanchy          |
| 1994                | Rouen & Athis-Paray                   | Philippe Candeloro     | Surya Bonaly             | Sarah Abitbol et Stéphane Bernadis             | Sophie Moniotte et Pascal Lavanchy          |
| 1995                | Bordeaux & Besançon                   | Philippe Candeloro     | Surya Bonaly             | Sarah Abitbol et Stéphane Bernadis             | Sophie Moniotte et Pascal Lavanchy          |
| 1996                | Albertville & Lyon                    | Philippe Candeloro     | Surya Bonaly             | Sarah Abitbol et Stéphane Bernadis             | Marina Anissina et Gwendal Peizerat         |
| 1997                | Amiens & Bordeaux                     | Philippe Candeloro     | Surya Bonaly             | Sarah Abitbol et Stéphane Bernadis             | Marina Anissina et Gwendal Peizerat         |
| 1998                | Besançon                              | Thierry Cérez          | Laëtitia Hubert          | Sarah Abitbol et Stéphane Bernadis             | Marina Anissina et Gwendal Peizerat         |
| 1999                | Lyon                                  | Laurent Tobel          | Laëtitia Hubert          | Sarah Abitbol et Stéphane Bernadis             | Marina Anissina et Gwendal Peizerat         |
| 2000                | Courchevel                            | Stanick Jeannette      | Vanessa Gusmeroli        | Sarah Abitbol et Stéphane Bernadis             | Marina Anissina et Gwendal Peizerat         |
| 2001                | Briançon                              | Stanick Jeannette      | Vanessa Gusmeroli        | Sarah Abitbol et Stéphane Bernadis             | Marina Anissina et Gwendal Peizerat         |
| 2002                | Grenoble                              | Gabriel Monnier        | Vanessa Gusmeroli        | Sarah Abitbol et Stéphane Bernadis             | Alia Ouabdesselam et Benjamin Delmas        |
| 2003                | Asnières                              | Brian Joubert          | Candice Didier           | Sarah Abitbol et Stéphane Bernadis             | Isabelle Delobel et Olivier Schoenfelder    |
| 2004                | Briançon                              | Brian Joubert          | Candice Didier           | Sabrina Lefrançois et Jérôme Blanchard         | Isabelle Delobel et Olivier Schoenfelder    |
| 2005                | Rennes                                | Brian Joubert          | Nadège Bobillier         | Marylin Pla et Yannick Bonheur                 | Isabelle Delobel et Olivier Schoenfelder    |
| 2006                | Besançon                              | Brian Joubert          | Nadège Bobillier         | Marylin Pla et Yannick Bonheur                 | Isabelle Delobel et Olivier Schoenfelder    |
| 2007                | Orléans                               | Brian Joubert          | Anne-Sophie Calvez       | Marylin Pla et Yannick Bonheur                 | Isabelle Delobel et Olivier Schoenfelder    |
| 2008                | Megève                                | Brian Joubert          | Gwendoline Didier        | Adeline Canac et Maximin Coia                  | Isabelle Delobel et Olivier Schoenfelder    |
| 2009                | Colmar                                | Yannick Ponsero        | Candice Didier           | Adeline Canac et Maximin Coia                  | Nathalie Péchalat et Fabian Bourzat         |
| 2010                | Marseille                             | Florent Amodio         | Léna Marrocco            | Vanessa James et Yannick Bonheur               | Pernelle Carron et Lloyd Jones              |
| 2011                | Tours                                 | Brian Joubert          | Yrétha Silété            | Adeline Canac et Yannick Bonheur               | Nathalie Péchalat et Fabian Bourzat         |
| 2012                | Dammarie-lès-Lys                      | Brian Joubert          | Yrétha Silété            | Daria Popova et Bruno Massot                   | Nathalie Péchalat et Fabian Bourzat         |
| 2013                | Strasbourg                            | Florent Amodio         | Anaïs Ventard            | Vanessa James et Morgan Ciprès                 | Nathalie Péchalat et Fabian Bourzat         |
| 2014                | Vaujany                               | Florent Amodio         | Maé-Bérénice Méité       | Vanessa James et Morgan Ciprès                 | Nathalie Péchalat et Fabian Bourzat         |
| 2015                | Megève                                | Florent Amodio         | Maé-Bérénice Méité       | Vanessa James et Morgan Ciprès                 | Gabriella Papadakis et Guillaume Cizeron    |
| 2016                | Épinal                                | Chafik Besseghier      | Maé-Bérénice Méité       | Vanessa James et Morgan Ciprès                 | Gabriella Papadakis et Guillaume Cizeron    |
| 2017                | Caen                                  | Kevin Aymoz            | Laurine Lecavelier       | Vanessa James et Morgan Ciprès                 | Gabriella Papadakis et Guillaume Cizeron    |
| 2018                | Nantes                                | Chafik Besseghier      | Maé-Bérénice Méité       | Lola Esbrat et Andrei Novoselov                | Gabriella Papadakis et Guillaume Cizeron    |
| 2019                | Vaujany                               | Kevin Aymoz            | Maé-Bérénice Méité       | Vanessa James et Morgan Ciprès                 | Gabriella Papadakis et Guillaume Cizeron    |
| 2020                | Dunkerque                             | Kevin Aymoz            | Maé-Bérénice Méité       | Cléo Hamon et Denys Strekalin                  | Gabriella Papadakis et Guillaume Cizeron    |
| 2021                | Vaujany                               | Kevin Aymoz            | Léa Serna                | Cléo Hamon et Denys Strekalin                  | Adelina Galyavieva et Louis Thauron         |
| 2022                | Cergy-Pontoise                        | Kevin Aymoz            | Léa Serna                | Camille Mendoza et Pavel Kovalev               | Gabriella Papadakis et Guillaume Cizeron    |
| 2023                | Rouen                                 | Adam Siao Him Fa       | Léa Serna                | Camille Mendoza et Pavel Kovalev               | Evgeniia Lopareva / Geoffrey Brissaud       |
| 2024                | Vaujany                               | Adam Siao Him Fa       | Lorine Schild            | Camille Mendoza et Pavel Kovalev               | Evgeniia Lopareva / Geoffrey Brissaud       |
| 2025                | Annecy                                | Kevin Aymoz            | Stefania Gladki          | Camille Mendoza et Pavel Kovalev               | Evgeniia Lopareva / Geoffrey Brissaud       |

en italique: villes accueillant les championnats de France de danse sur glace. En effet ces championnats étaient séparés des championnats de France de patinage artistique de 1970 à 1997.

## Records
Les records sont ici pour les champions ayant été au moins 6 fois champion de France.
- Catégorie Messieurs :

| Patineurs              | Nombre de titres | Années                                                     |
| ---------------------- | ---------------- | ---------------------------------------------------------- |
| Alain Giletti          | 10               | 1951, 1952, 1953, 1954, 1955, 1956, 1957, 1959, 1960, 1961 |
| Jean Henrion           | 8                | 1932, 1933, 1934, 1935, 1936, 1937, 1938, 1939             |
| Jean-Christophe Simond | 8                | 1976, 1977, 1979, 1980, 1981, 1982, 1983, 1984             |
| Brian Joubert          | 8                | 2003, 2004, 2005, 2006, 2007, 2008, 2011, 2012             |
| Pierre Brunet          | 7                | 1924, 1925, 1927, 1928, 1929, 1930, 1931                   |
| Patrick Péra           | 7                | 1966, 1967, 1968, 1969, 1970, 1971, 1972                   |
| Kevin Aymoz            | 6                | 2017, 2019, 2020, 2021, 2022, 2025                         |

- Catégorie Dames :

| Patineuses          | Nombre de titres | Années                                                     |
| ------------------- | ---------------- | ---------------------------------------------------------- |
| Andrée Joly         | 10               | 1921, 1922, 1923, 1924, 1925, 1926, 1927, 1928, 1929, 1930 |
| Surya Bonaly        | 9                | 1989, 1990, 1991, 1992, 1993, 1994, 1995, 1996, 1997       |
| Gaby Clericetti     | 6                | 1931, 1932, 1933, 1934, 1935, 1936                         |
| Jacqueline du Bief  | 6                | 1947, 1948, 1949, 1950, 1951, 1952                         |
| Nicole Hassler      | 6                | 1960, 1962, 1963, 1964, 1965, 1966                         |
| Marie-Claude Bierre | 6                | 1972, 1973, 1974, 1975, 1976, 1977                         |
| Agnès Gosselin      | 6                | 1983, 1984, 1985, 1986, 1987, 1988                         |
| Maé-Bérénice Méité  | 6                | 2014, 2015, 2016, 2018, 2019, 2020                         |

- Catégorie Couples :

| Patineurs                          | Nombre de titres | Années |
| ---------------------------------- | ---------------- | --- |
| Andrée Joly et Pierre Brunet       | 11               | 1924, 1925, 1926, 1927, 1928, 1929, 1930, 1931, 1932, 1933, 1935                                           |
| Sarah Abitbol et Stéphane Bernadis | 10               | 1994, 1995, 1996, 1997, 1998, 1999, 2000, 2001, 2002, 2003                                                 |
| Jean-Roland Racle                  | 7                | Avec Fabienne Etlensperger (1967,1968), Florence Cahn (1971, 1972, 1973, 1974) et Pascale Kovelmann (1975) |
| Vanessa James                      | 7                | Avec Yannick Bonheur (2010) et Morgan Ciprès (2013, 2014, 2015, 2016, 2017, 2019)                          |
| Xavier Videau                      | 6                | Avec Sabine Fuchs (1977,1978,1979), Hélène Glabek (1980) et Nathalie Tortel (1981, 1982)                   |
| Morgan Ciprès                      | 6                | Avec Vanessa James (2013, 2014, 2015, 2016, 2017, 2019)                                                    |

- Catégorie Danse :

| Patineurs                                | Nombre de titres | Années                                                                                        |
| ---------------------------------------- | ---------------- | --------------------------------------------------------------------------------------------- |
| Jean-Paul Guhel                          | 9                | Avec Fanny Besson (1954, 1955, 1956, 1957) et Christiane Elien (1958, 1959, 1960, 1961, 1962) |
| Gabriella Papadakis et Guillaume Cizeron | 7                | 2015, 2016, 2017, 2018, 2019, 2020, 2022                                                      |
| Marina Anissina et Gwendal Peizerat      | 6                | 1996, 1997, 1998, 1999, 2000, 2001                                                            |
| Isabelle Delobel et Olivier Schoenfelder | 6                | 2003, 2004, 2005, 2006, 2007, 2008                                                            |